# Uberlândia Esporte Clube
El Uberlândia Esporte Clube es un equipo de fútbol de Brasil que desde 2023 jugará en el Campeonato Mineiro Módulo 2, la segunda división del estado de Minas Gerais. Logró ser campeón del Campeonato Brasileño de Serie B en 1984, además llegó a jugar 4 temporadas en el Campeonato Brasileño de Serie A, la máxima categoría del fútbol brasileño.

## Historia
Fue fundado el 1 de octubre de 1922 en el municipio de Uberlândia en el estado de Minas Gerais cuando el municipio llevaba el nombre de Uberabinha en un periodo en el que el municipio estaba dividido entre dos fuerzas políticas. El club fue fundado por militantes del Partido Republicano Mineiro con el nombre Uberabinha SC.
Participaba en los torneos realizados en el Triángulo Mineiro como un equipo semiprofesional y con el paso del tiempo comenzó a ganar espacio entre los equipos del estado de Minas Gerais, aunque era raro que participaran en torneo debido a que los equipos de Belo Horizonte eran los que participaban. Era uno de los pocos equipos del interior del estado de Minas Gerais que podía darle competencia a los equipos fuertes del estado como al Cruzeiro EC y al Atlético Mineiro.
Al nacer la segunda división estatal en 1961, donde debutaron y terminaron en segundo lugar del grupo A y quinto lugar de la clasificación general. Al año siguiente ganan el ascenso al Campeonato Mineiro por primera vez al ser campeones de la segunda categoría estatal.
En 1968 ganó el título del interior del estado por primera vez, repitiendo como campeón dos años después. En 1978 el club debuta por primera vez en una competición a escala nacional cuando participa en el Campeonato Brasileño de Serie A, la primera división nacional, en donde enfrentó a puros rivales de la región nordeste y fue eliminado en la primera ronda, finalizando en el puesto 64 entre 74 equipos.
Al año siguiente vuelve al Brasileirao, obteniendo un mejor desempeño donde superó la primera ronda al ser cuarto lugar en su zona, en la segunda ronda clasificó como segundo lugar en su grupo para luego ser eliminado en la tercera ronda al finalizar en tercer lugar en su zona, finalizando en noveno lugar de la liga entre 94 equipos.
En 1980 juega por primera vez en el Campeonato Brasileño de Serie B donde avanzó de la primera ronda como ganador de su zona, pero luego sería eliminado en la segunda ronda al finalizar en último lugar de su grupo entre cinco equipos. En 1984 regresa a las competiciones nacionales con la sorpresa de ganar el Campeonato Brasileño de Serie B y con ello ganar el ascenso al Campeonato Brasileño de Serie A donde fue eliminado en la tercera ronda por un punto de diferencia para finalizar en el lugar 16 entre 41 equipos.
En 1985 regresaría al Campeonato Brasileño de Serie A donde fue eliminado en la primera ronda al terminar en décimo lugar de su zona entre 12 equipos para terminar en la clasificación general en el lugar 37 entre 44 equipos, la que hasta la fecha ha sido su última aparición en la primera división nacional.
Pasaron los siguientes cuatro años en el Campeonato Brasileño de Serie B para luego a mediados de la década de los años 1990 jugar en el Campeonato Brasileño de Serie C, destacando un tercer lugar en la temporada de 1994. En 2003 gana la Copa Minas Gerais por primera vez al vencer en la final al Araxá Esporte Clube, con lo que participaron en la Copa de Brasil de 2004.

## Palmarés

### Nacional
- Campeonato Brasileño de Serie B: 1

1984

### Estatal
- Campeonato Mineiro del Interior: 5

1968, 1970, 1979, 1983, 1986
- Campeonato Mineiro Módulo 2: 3

1962, 1999, 2015
- Torneo Inicio: 1

1983
- Copa Minas Gerais: 1

2003

### Otros
- Copa José Elías Curry: 1

2015
- Torneo Inicio Uberlândia: 1

1944

## Rivalidades
Su principal rival es el Uberaba Sport Club con quien juega el Clássico do Triângulo, en la mayor rivalidad que existe en el interior del estado de Minas Gerais.